# Pierre Krebs
Pierre Krebs (* 20. Dezember 1946 in Algier) ist ein französischer rechtsextremer Publizist, Verleger und Politiker sowie einer der Theoretiker der Neuen Rechten.

## Leben
Pierre Krebs studierte zunächst Rechtswissenschaften an der Universität Montpellier, später Journalismus an der Ecole Supérieure de Journalisme in Paris sowie Soziologie und Politikwissenschaften, worin er an der Sorbonne promoviert wurde.
Mit 21 Jahren wurde Krebs 1967 Mitglied der rechtsextremen französischen Partei Rassemblement Européen de la Liberté (REL), die im November 1966 vom Mouvement Nationaliste du Progrès unter der Leitung von Dominique Venner gegründet worden war. Die Partei kandidierte zu den französischen Parlamentswahlen 1967. Krebs wurde Chefredakteur der parteieigenen Zeitschrift REL Europe. 1968 wurde er satzungsgemäßer Präsident der Partei und war gleichzeitig verantwortlich für die Öffentlichkeitsarbeit. 1968 war er auch Delegierter der REL in Languedoc.
Krebs siedelte nach Deutschland über und studierte in Göttingen Romanistik, Philosophie, Geschichte und Alt-Skandinavistik und legte das 1. und 2. Staatsexamen für das höhere Lehramt in den Fächern Französisch, Geschichte und Politik in Kassel ab.

## Mitgliedschaften und rechtsextreme Öffentlichkeitsarbeit
In Kassel gründete Krebs 1980 zusammen mit anderen Rechtsextremisten wie dem Verleger Wigbert Grabert das Thule-Seminar in Anlehnung an GRECE, das, so Krebs, „ähnliche Ziele wie unsere verfolgt“. Das Bundesamt für Verfassungsschutz bezeichnet das Thule-Seminar als „rechtsextremistische Ideenschmiede in Hessen“. Das Thule-Seminar versteht sich als „geistig-geschichtliche Ideenschmiede für eine künftige europäische Neuordnung aller europäischen Völker unter besonderer Berücksichtigung ihres biokulturellen und heidnisch-religiösen Erbes“. Der Verfassungsschutz wirft Krebs aufgrund dieser Selbstdarstellung „die Unterordnung des Politischen unter das Rasseprinzip“ vor. Das Thule-Seminar war Herausgeber der Zeitschrift Elemente. Chefredakteur war Pierre Krebs; Mitarbeiter waren unter anderen Alain de Benoist, Guillaume Faye, Robert Hepp, Julien Freund, Michael Walker und Sigrid Hunke.
Krebs ist auch Mitglied in der rechtsextremen Artgemeinschaft – Germanische Glaubens-Gemeinschaft wesensgemäßer Lebensgestaltung, einer neuheidnischen Glaubensgemeinschaft, in der laut deutscher Bundesregierung „rassistische und antisemitische Einstellungen einen hohen Stellenwert“ haben. Krebs selbst schrieb schon 1982 in seinem Buch Die europäische Wiedergeburt. Aufruf zur Selbstbesinnung von einem „Sieg über Jerusalem, der heidnischen Religiosität [...] über das entwurzelte Judenchristentum des fremdländischen Judäa“.
2003 gründete Krebs den Verlag editio de facto, um „politisch weniger belastet“ Veröffentlichungen zu verbreiten.